# Poxviridae
Die Poxviridae (Pockenviren) sind eine Familie von Viren, die dem Phylum der Nucleocytoviricota (veraltet Nucleocytoplasmic large DNA viruses, NCLDV; frühere Vorschläge hatten auf „Nucleocytoplasmaviricota“ bzw. – im Rang einer Ordnung – „Megavirales“ gelautet) zugerechnet wird.
Zu dieser Familie gehören die Unterfamilien Chordopoxvirinae und Entemopoxvirinae.

## Merkmale

Schemazeichnung eines Virions der Familie Poxviridae, Querschnitt ohne und mit Hülle

Vertreter dieser Virenfamilie gehören zu den größten bekannten Viren. Sie können bei ihrer rechteckigen bis ovalen Form eine Größe von 200 bis 400 nm erreichen und sind daher auch in einem sehr guten Lichtmikroskop zu erkennen. Bei allen Mitgliedern dieser Familie handelt es sich um behüllte, doppelsträngige DNA-Viren (dsDNA), denn sie besitzen neben dem Kapsid noch eine weitere Hülle mit einem äußeren und inneren Teil. Dieses Kapsid beinhaltet zusammen mit assoziierten Proteinen den DNA-Doppelstrang in einer S-förmigen Faltung. Die Struktur dieser Viren ist relativ komplex, da sie zusätzlich zu einem bikonkaven Kern zwei Lateralkörper enthalten. Alle zur Familie der Poxviridae gehörenden Viren verfügen über viruskodierte Enzyme, die zur mRNA-Synthese in der Wirtszelle benötigt werden. Weiterhin besitzen sie ein lineares doppelsträngiges DNA-Molekül (DNA-Viren) einer Größe von etwa 130.000 bis 375.000 Basenpaaren. Im Zytoplasma ihres jeweiligen Wirtes können sie sich außerdem leicht vermehren, da sie viele Steuerproteine mitbringen beziehungsweise selbst produzieren.

## Ausgelöste Erkrankungen
Die Viren der Unterfamilie Chordopoxvirinae infizieren meist Säugetiere und Vögel, die Entemopoxvirinae aber auch Insekten und verursachen verschiedene Erkrankungen.

## Bedeutung in der Wissenschaft
In der Geschichte der Wissenschaft besitzen sie durch die Pockenepidemien und die Versuche zur Herstellung von Impfstoffen eine lange Vergangenheit.

## Systematik

### Innere Systematik
Die innere Systematik der Poxviridae ist nach International Committee on Taxonomy of Viruses (ICTV), Master Species List #39v1, Stand 30. April 2024, wie folgt:
- Familie Poxviridae

- Unterfamilie Chordopoxvirinae – siehe dort

- Unterfamilie Entomopoxvirinae

- Gattung Alphaentomopoxvirus alias Entemopoxvirus A

- Spezies Alphaentomopoxvirus acuprea mit Anomala cuprea entomopoxvirus
- Spezies Alphaentomopoxvirus mmelolontha (ehem. Typus) mit Melolontha melolontha entomopoxvirus

nicht (mehr) bei ICTV oder NCBI vertreten sind:
- Spezies Aphodius tasmaniae entomopoxvirus
- Spezies Demodema bonariensis entomopoxvirus
- Spezies Dermolepida albohirtum entomopoxvirus
- Spezies Figulus sublaevis entomopoxvirus
- Spezies Geotrupes sylvaticus entomopoxvirus

- Gattung Betaentomopoxvirus alias Entemopoxvirus B
  - Spezies Betaentomopoxvirus ahonmai mit Adoxophyes honmai entomopoxvirus
  - Spezies Betaentomopoxvirus amoorei mit Amsacta moorei entomopoxvirus
  - Spezies Betaentomopoxvirus cbiennis mit  Choristoneura biennis entomopoxvirus
  - Spezies Betaentomopoxvirus cfumiferana mit Choristoneura fumiferana entomopoxvirus
  - Spezies Betaentomopoxvirus crosaceana mit Choristoneura rosaceana entomopoxvirus
  - Spezies Betaentomopoxvirus mseparata mit Mythimna separata entomopoxvirus

nicht (mehr) bei ICTV oder NCBI vertreten sind:
- Spezies Acrobasis zelleri entomopoxvirus
- Spezies Arphia conspersa entomopoxvirus
- Spezies Choristoneura conflicta entomopoxvirus
- Spezies Choristoneura diversuma entomopoxvirus
- Spezies Chorizagrotis auxiliaris entomopoxvirus
- Spezies Heliothis armigera entomopoxvirus
- Spezies Locusta migratoria entomopoxvirus
- Spezies Oedaleus senegalensis entomopoxvirus
- Spezies Operophtera brumata entomopoxvirus
- Spezies Schistocerca gregaria entomopoxvirus

- Gattung Deltaentomopoxvirus alias Entemopoxvirus D

- Spezies Deltaentomopoxvirus msanguinipes mit Melanoplus sanguinipes entomopoxvirus

- Gattung Epsilonentomopoxvirus

- Spezies Epsilonentomopoxvirus dlongicaudata mit Diachasmimorpha entomopoxvirus

nicht (mehr) bei ICTV oder NCBI vertreten sind:
- Gattung Gammaentomopoxvirus alias Entemopoxvirus C

- Spezies Aedes aegypti entomopoxvirus
- Spezies Camptochironomus tentans entomopoxvirus
- Spezies Chironomus attenuatus entomopoxvirus
- Spezies Chironomus luridus entomopoxvirus (ehem. Typus)
- Spezies hironomus plumosus entomopoxvirus
- Spezies Goeldichironomus holoprasinus entomopoxvirus

Die ICTV Master Species List wurde um einige der wichtigsten Viren (Unterarten/Isolate) zu den jeweiligen Spezies ergänzt. 
Die zwar den neuen Vorgaben des ICTV entsprechenden, aber (noch) nicht offiziellen binären Namen (Stand April 2022) finden sich beispielsweise bei Anton Mayr (2007).
Das folgende Kladogramm der inneren Systematik der Poxviridae folgt Clara Rolland et al. (2019):
|  | Orthopoxvirus                                                    |
|  |                                                                  |
|  | \| \| Leporipoxvirus \| \| \| \| \| \| Capripoxvirus \| \| \| \| |
|  |                                                                  |
|  | Leporipoxvirus                                                   |
|  |                                                                  |
|  | Capripoxvirus                                                    |
|  |                                                                  |

|  | Leporipoxvirus |
|  |                |
|  | Capripoxvirus  |
|  |                |

|  | Orthopoxvirus                                                    |
|  |                                                                  |
|  | \| \| Leporipoxvirus \| \| \| \| \| \| Capripoxvirus \| \| \| \| |
|  |                                                                  |
|  | Leporipoxvirus                                                   |
|  |                                                                  |
|  | Capripoxvirus                                                    |
|  |                                                                  |

|  | Leporipoxvirus |
|  |                |
|  | Capripoxvirus  |
|  |                |

|  | Orthopoxvirus                                                    |
|  |                                                                  |
|  | \| \| Leporipoxvirus \| \| \| \| \| \| Capripoxvirus \| \| \| \| |
|  |                                                                  |
|  | Leporipoxvirus                                                   |
|  |                                                                  |
|  | Capripoxvirus                                                    |
|  |                                                                  |

|  | Leporipoxvirus |
|  |                |
|  | Capripoxvirus  |
|  |                |

|  | Orthopoxvirus                                                    |
|  |                                                                  |
|  | \| \| Leporipoxvirus \| \| \| \| \| \| Capripoxvirus \| \| \| \| |
|  |                                                                  |
|  | Leporipoxvirus                                                   |
|  |                                                                  |
|  | Capripoxvirus                                                    |
|  |                                                                  |

|  | Leporipoxvirus |
|  |                |
|  | Capripoxvirus  |
|  |                |

### Äußere Systematik
Schulz et al. (2018), Fig. 2 schlugen eine Systematik der NCLDV (jetzt Nucleocytoviricota) vor, in der die Poxviridae eine basale Gruppe darstellen und die (erweiterten) Asfarviridae im Zweig der Marseilleviridae verortet werden. Das hätte eine gemeinsame Wurzel aller Riesenviren unter den NCLDV bedeutet.
Koonin et al. (2015 und 2019) sowie Bäckström et al. (2019) schlugen hingegen eine Systematik der NCLDV vor, in der die (erweiterte) Familie der Asfarviridae eine Schwestergruppe der Poxviridae bildet. Zusammen bilden sie dann neben einem einen 3. Zweig (englisch branch) der NCLDV, neben einem 1. Zweig mit Mimiviridae und Phycodnaviridae, und einem 2. Zweig mit den Pithoviridae, Marseilleviridae und Iridoviridae. Das ICTV ist diesen Vorschlägen mit seiner Master Species List (MSL) #35 im März 2020 gefolgt.